# Łysyje Gory (obwód saratowski)
Łysyje Gory (ros. Лысые Горы) – osiedle typu miejskiego w Rosji, w obwodzie saratowskim, ośrodek administracyjny rejonu łysogorskiego. W 2021 liczyło 6852 mieszkańców.

## Urodzeni
- Leontij Czeriemisow - radziecki wojskowy.